# CMB (motorfiets)
CMB is een Belgisch historisch merk van motorfietsen.
In 1923 werd op het motorsalon van Brussel de CMB geëxposeerd. Deze had een tweetaktmotor met uitwendig vliegwiel. Van het merk CMB werd hierna echter niets meer vernomen.